# Daspletosaurus wilsoni
Daspletosaurus wilsoni (gr. "reptil pavoroso de Jack Horner") es una  especie del género Daspletosaurus de dinosaurio terópodo tiranosáurido, que vivieron a finales del período Cretácico, hace aproximadamente entre 77 y 74 millones de años, en el Campaniense, en lo que hoy es Norteamérica. Fue nombrada en 2022 por Warshaw y Fowler.

Tamaño de D. wilsoni, D. torosus yD. horneri comparados con un humano.

En 2017, John Wilson descubrió los huesos de un tiranosáurido, incluido un cráneo parcialmente desarticulado, vértebras cervicales, sacras y caudales, y una costilla, un galón y un primer metatarsiano, del sitio "Jack's B2" de la Formación Judith River. Elías A. Warshaw y Denver W. Fowler describieron estos restos, BDM 107, en 2022 como pertenecientes a una nueva especie de Daspletosaurus, D. wilsoni. Representa una especie de transición entre D. torosus y D. horneri, existiendo entre ellos en el tiempo. Se ha sugerido que las tres especies pueden haber evolucionado directamente a través de anagénesis,  pero esta teoría fue cuestionada por Scherer y Voiculescu-Holvad en 2024.  Sin embargo, en la reunión de 2023 de la Sociedad de Paleontología de Vertebrados, Thomas Carr y Stephen Brusatte presentaron pruebas que cuestionaban la validez de D. wilsoni. Dijeron que la autapomorfia, la característica única en la que se basa la especie, de D. wilsoni se determinó incorrectamente, lo que convirtió a la especie en un dudosa y descubrieron que BDM 107 en realidad compartía rasgos con D. torosus pero no con D. horneri, lo que los llevó a sinonimizar D. wilsoni con D. torosus.